# Jonathan Newman
Jonathan Newman (Kingston, 1972) is een Amerikaans componist en dirigent.

## Levensloop
Newman studeerde bij Richard Cornell en Charles Fussell (compositie) en bij Lukas Foss (orkestdirectie) aan de Boston University's School for the Arts waar hij de Bachelor of Music behaalde. Vervolgens studeerde hij bij John Corigliano en David Del Tredici (compositie) en bij Miguel Harth-Bedoya (orkestdirectie) aan de Juilliard School of Music in New York en behaalde daar zijn Master of Music met summa cum laude. Verder studeerde hij tijdens de zomercursussen in Tanglewood en tijdens het Aspen Music Festival bij componisten zoals George Tsontakis en Bernard Rands.
Als componist is hij heel productief en succesrijk. Verschillende werken voor blaasorkest werden op cd opgenomen zowel door Amerikaanse universiteits-harmonieorkesten alsook door Japanse harmonieorkesten. Samen met andere bekende componisten James Bonney, Steven Bryant en Eric Whitacre heeft hij BCM International opgericht, waar onder anderen ook werken gepubliceerd worden.

## Composities

### Werken voor orkest
- 1995 In the Valley of the Elwy, voor bariton en orkest - tekst: Gerard Manley Hopkins
- 1997 Trilogy, voor viool solo, bariton solo en kamerorkest - tekst: Octavio Paz
- 1997 Ohanashi, voor kamerorkest
- 2003 Tree, voor strijkorkest
- 2004 Fingerbib, voor kamerorkest (berwerkt door: Aphex Twin)
- 2004 Logon Rock Witch, voor kamerorkest (berwerkt door: Aphex Twin)
- 2004 Metropolitan, voor orkest

### Werken voor harmonieorkest
- 1999 OK Feel Good
- 2001 Moon by Night, voor gemengd koor en harmonieorkest - tekst: King James vertaling van Psalm 121
- 2002 Uncle Sid, fantasie over een volkslied
- 2003 As the scent of spring rain...
- 2003 Chunk
- 2003 Partita
- 2004 1861, hymne fantasie
- 2005 Avenue X
- 2005 The Rivers of Bowery
- 2007 Concertino, voor dwarsfluit solo, piano en harmonieorkest
  1. Vif
  2. Chant du Soir
  3. Voix argentine
- 2008 Climbing Parnassus
- 2009 Symfonie nr. 1 "My Hands Are a City"
  1. Across the groaning continent
  2. The Americans
  3. My Hands Are a City
- 2009 De Profundis
- 2010 Sowing Useful Truths

### Muziektheater

#### Opera's
| Voltooid in | titel             | aktes       | première | libretto    |
| ----------- | ----------------- | ----------- | -------- | ----------- |
| 2009-?      | Carnival of Souls | 2 bedrijven |          | Gary Winter |

### Vocale muziek

#### Werken voor koor
- 1992 Meditation, voor gemengd koor
- 2001 Moon by Night, voor gemengd koor - tekst: King James vertaling van Psalm 121
- 2011 Vivid Geography, voor vrouwenkoor en kamerorkest - tekst: Marcella Durand "Scale Shift"

#### Liederen
- 1994 Verses from Solomon, voor sopraan en orgel
- 2007 Found Postcards, voor sopraan en piano - tekst: Gary Winter

### Kamermuziek
- 1992 Boston Fanfare, voor koperkwintet
- 1993 Lullaby for Munch in Hell, voor saxofoonkwartet
- 1996 OK Feel Good, voor kamerensemble
- 2000 Wapwallopen - strijkkwartet nr. 1
- 2006 The Vinyl Six, voor dwarsfluit, tenorsaxofoon (ook: sopraansaxofoon), elektrische gitaar, piano, viool en cello
- 2007 Dohyci, miniatuur voor viool en basklarinet
- 2010 Milori Blue, voor eufonium en piano

### Werken voor orgel
- 1993 Prelude on "Schmücke Dich"

### Werken voor piano
- 1996 Nocturnes

### Werken voor slagwerk/percussie
- 1996 Practicing Joy, voor slagwerk solo
- 2010 Stereo Action, voor slagwerkensemble (glockenspiel, 2 xylofoons, 2 vibrafoons, marimba, buisklokken, piano, pauken, 2 bongos, 2 woodblocks, tamboerijn, precussie-ei, maraca's, 2 güiros, timbales, 2 ridebekkens/kleine trom, congas, 2 Toms, 2 splashbekkens/crashbekkens, kettledrums, Schuurpapier, bellenboom, claves, triangel, tempelblok, hangend bekken, Hihat)